# Luzim
Luzim is een plaats (freguesia) in de Portugese gemeente Penafiel en telt 940 inwoners (2001).